# Вилла Крамаржа
Вилла Крамаржа (чеш. Kramářova vila) — официальная резиденция премьер-министром Чешской Республики с 18 декабря 1998 года. Находится в Градчанах на улице Гоголова. Была построена в 1912–1915 годах известным чешским политическим деятелем, а позднее первым премьер-министром Чехословакии Карелом Крамаржем в качестве своей резиденции.

## История здания

### Проект и строительство (1911—1915)
Вилла расположена в самом восточном углу Градчан, на месте, где когда-то стояли Марианские стены Праги, между памятником природы Летенский профиль и Ганавским павильоном. В 1911 году Карел Крамарж выкупил у магистрата строительный участок на месте бывшего бастиона святой Марии Магдалены (Бастион XIX). Крамарж заказал на этом участке строительство дома для своей жены из России Надежды Николаевны Крамаржовой (урожд. Хлудова, после первого брака Абрикосова).
При покупке земли, Крамарж должен был взять на себя обязательство, построить на участке только одноэтажное здание с фасадом, обращенным к Влтаве, которое должно было быть спроектировано так, чтобы не нарушать вид на панораму Пражского Града. Проект разработал в 1910–1913 годах венский архитектор Фридрих Оман. Он спроектировал большое историческое здание с мансардной крышей, ризалитами выходящими из южного и западного необарочных фасадов, салоном в византийском стиле и столовой. Всего в вилле с площадью 700 m2 было 56 комнат. Большинство из них служили для представительских целей. Оман также пригласил своих коллег-педагогов из Школы прикладного искусства в Праге Яна Бенеша, Карела Штипла, Цельду Клоучека для оформления интерьеров в стиле модерн.
На визуализацию интерьеров повлияла политическая ориентация Крамаржа на Российскую империю и тот факт, что оборудование в основном заказывала госпожа Крамаржова, что также сильно повлияло на сотрудничество с ведущими чешскими художниками. На территории виллы были расположены два небольших дома для персонала. Сад устроен в стиле французского парка, его проектирование и создание было поручено садовому архитектору Франтишку Томайеру. Строительство было поручено в 1912 году компании Йозефа Чамского, оно продолжалось три года и для него было привезено 433 400 кирпичей, 16 600 плиток, 968 повозок с песком, 73 повозок с опокой, 60 повозок с гравием, 251 камень, 13 деревьев и других материалов. Строительными работами руководил строительный советник Ян Розенберг, летом на стройке работало от 50 до 70 человек, строительные работы продолжались и зимой. Счет за строительные работы (без внутренней отделки) увеличился вдвое и составил 800 тысяч австро-венгерских крон. В общей сложности строительство обошлось чуть больше миллиона крон.

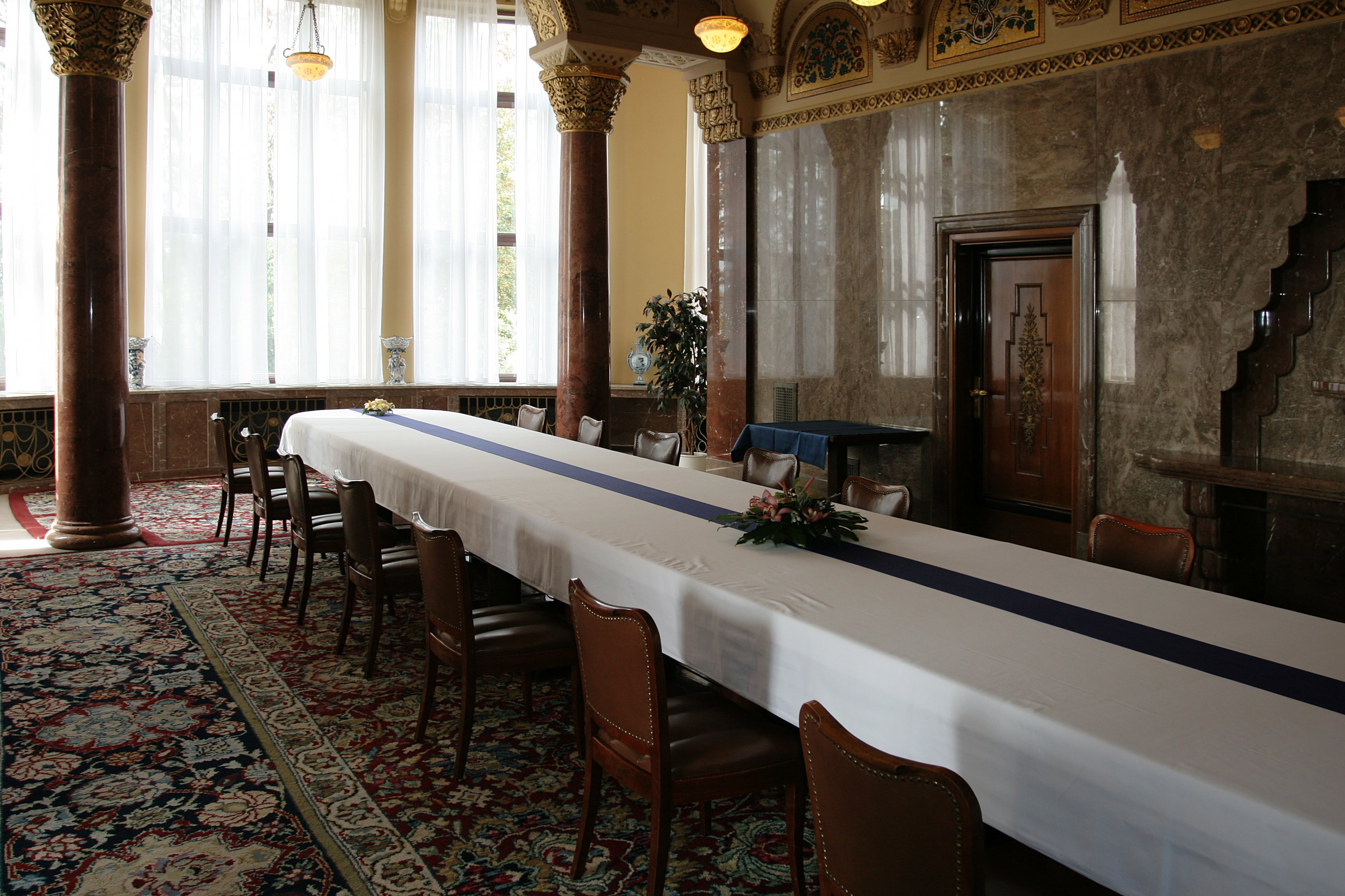
Большая столовая на первом этаже

Помимо представительных комнат, вилла имела еще две личные спальни, два кабинета, столовую в византийском стиле, гостиную в древнерусском стиле с бильярдом, две комнаты для гостей, а также восемь подвалов, гараж с бензобаком, прачечную и баню. Техническое оборудование включало в себя домашний лифт и пылесос. Вилла была очень роскошно обставлена. Например в кабинете Карела Крамаржа был потолок высотой 7,5 метров, камин из зеленого мрамора и письменный стол, обтянутый кожей буйвола.

### Судьба после строительства (1915—1991)
После окончания строительства, 13 мая 1915 года семья Крамаржа переехала на виллу. Однако уже через неделю, 21 мая, Карел Крамарж был арестован полицией за антигосударственную деятельность и отправлен в тюрьму в Вене, а затем приговорен к смертной казни. Вилла оставалась нежилой до императорской амнистии Крамаржа, его соратников и коллег в 1917 году.
После смерти четы Крамаржовых (Надежда Николаевна скончалась в 1936 году, Карел Крамарж в 1937), в 1938 году виллой стало владеть «Общество доктора Карела Крамаржа», которое отдало виллу его в аренду Национальной галерее. В 1948 году, после прихода к власти коммунистов, общество было распущено, а вилла перешла во владение к Национальному музею. С 1952 года вилла находилась в ведении канцелярии премьер-министра Чехословакии и постепенно пришла в упадок.

### Резиденция премьер-министра
В 1991 году министерство культуры Чехии объявило виллу памятником культуры. В период с 1994 по 1998 год проводилась обширная реконструкция виллы. После реконструкции вилла стала служить официальной резиденцией премьер-министра Чехии.
По состоянию на 2024 год, из одиннадцати премьер-министров которые виллу использовали, постоянно в ней проживали только Владимир Шпидла и Иржи Пароубек.